# ライヴ-フロム・ケイオス・トゥ・エターニティー
『ライヴ-フロム・ケイオス・トゥ・エターニティー』(Live - From Chaos To Eternity)は2013年に発売されたイタリアのパワーメタルバンド、ラプソディー・オブ・ファイアのライブ・アルバム。

## 解説
- 分裂後初のライブ・アルバム。
- 2012年4月のヨーロッパツアーを収録。

## 収録曲

### Disk 1
1. ダーク・ミスティック・ヴィジョン - Dark Mystic Vision
2. アド・インフィニトゥム - Ad Infinitum
3. フロム・ケイオス・トゥ・エターニティー - From Chaos to Eternity
4. トライアンフ・オア・アゴニー - Triumph or Agony
5. アイ・ビロング・トゥ・ザ・スターズ - I Belong to the Stars
6. ザ・ダーク・シークレット - The Dark Secret
7. アンホーリー・ウォークライ - Unholy Warcry
8. ロスト・イン・コールド・ドリームズ - Lost in Cold Dreams
9. ランド・オブ・イモータルズ - Land of Immortals
10. イーオンズ・オブ・レイジング・ダークネス - Aeons of Raging Darkness
11. ダーク・レイン・オブ・ファイア - Dark Reign of Fire
12. ドラム・ソロ - Drum Solo

### Disk 2
1. マーチ・オブ・ザ・ソードマスター - The March of the Swordmaster
2. ドーン・オブ・ヴィクトリー - Dawn of Victory
3. トッカータ・オン・ベース - Toccata on Bass
4. ヴィレッジ・オブ・ドワーヴズ - The Village of Dwarves
5. ザ・マジック・オブ・ザ・ウィザーズ・ドリーム - The Magic of the Wizard's Dream
6. ホーリー・サンダーフォース - Holy Thunderforce
7. レイン・オブ・テラー - Reign of Terror
8. ナイトライダー・オブ・ドゥーム - Knightrider of Doom
9. エピカス・フロール - Epicus Furor
10. エメラルド・ソード - Emerald Sword
11. エリアンズ・ロスト・シークレッツ - Erian's Lost Secrets
12. ザ・スプレンダ・オブ・エンジェルズ・グローリー（ア・ファイナル・レヴェレイション） - The Splendour of Angels' Glory (A Final Revelation)

## メンバー
- Fabio Lione - vocals
- Tom Hess - lead & rhythm guitars
- Roberto De Micheli - lead & rhythm guitars
- Alex Staropoli - keyboards
- Oliver Holzwarth - bass
- Alex Holzwarth - drums